# Остроушко Артем Олексійович
Артем Олексійович Остроушко (18 березня 1974, м. Київ, СРСР) — український хокеїст, захисник. 
Виступав за ШВСМ (Київ), СКА (Санкт-Петербург), «Сокіл» (Київ), ЦСКА (Москва), «Нафтохімік» (Нижньокамськ), «Сибір» (Новосибірськ), «Динамо» (Мінськ), «Трактор» (Челябінськ), «Спартак» (Москва), «Амур» (Хабаровськ), «МВД» (Балашиха), ХК «Дмитров», «Металург» (Новокузнецьк), «Юність» (Мінськ).
У складі національної збірної України учасник чемпіонатів світу 1997 (група C), 1998 (група B), 1999, 2000, 2001, 2003, 2004, 2006, 2010 (дивізіон I) і 2011 (дивізіон I). У складі молодіжної збірної України учасник чемпіонатів світу 1993 (група C) і 1994 (група B).
Досягнення
- Чемпіон Білорусі (2010, 2011)
- Володар Кубка Білорусі (2010).